# Ulica Jurija Gagarina w Warszawie
Ulica Jurija Gagarina – ulica w warszawskich dzielnicach Mokotów i Śródmieście, biegnąca od ul. Czerniakowskiej do ul. Belwederskiej.

## Historia
Najstarszą zabudową wzdłuż linii dzisiejszej ul. Gagarina była narożna willa przy ulicy Belwederskiej oraz rozebrane w czasie II wojny światowej rogatki czerniakowskie z około 1820, zlokalizowane przy dzisiejszym skrzyżowaniu ulic Gagarina i Czerniakowskiej. U zbiegu ulicy Belwederskiej z ulicą Sułkowicką w 1881 wybudowano schronisko dla paralityków, należące do gminy ewangelicko-augsburskiej. Autorem projektu budynku był Jan Kacper Heurich. W 1889 wzniesiono tam tylną oficynę według projektu Józefa Piusa Dziekońskiego, zaś parcela zakładu sięgała aż do linii ulicy Podchorążych. Dalsza zabudowa miała dużo skromniejszy charakter; były to niewielkie kamieniczki, szopy i niewielkie oficynki.
Nowoczesną zabudowę przyniósł dopiero koniec lat trzydziestych; w ciągu ulicy Gagarina ocalało kilka kamienic wybudowanych w tym okresie przy ulicy Podchorążych. Przebicie arterii łączącej ul. Czerniakowską z ul. Belwederską planowano już w latach trzydziestych; nie zamierzano jednak wprowadzać tak drastycznych zmian w urbanistyce Sielc.
W czasie okupacji niemieckiej w budynku nr 33 (w tamtym czasie ul. Podchorążych 101) działał sklepik z wyrobami tabacznymi prowadzony przez Zofię Nałkowską i jej siostrę Hannę. Rok 1944 przyniósł w okolicy niewielkie zniszczenia; zupełnemu zburzeniu uległy tylko najstarsze obiekty.
Ulicę wybudowano w latach 1956−1957 i nadano jej początkowo nazwę ulica Nowoparkowa. Powstała w miejscu uliczek dawnej osady Sielce, wytyczonych na przełomie XIX i XX wieku. Wchłonięte przez nową arterię nostały dotychczasowe ulice Ryżewska, planowana niegdyś Wapiennicza, Sukcesorska, Bończa oraz fragment ulicy Podchorążych, noszącej dawniej nazwę Okopowa. Przestały istnieć także pobliskie ulice Astronomiczna, Janowska i Magnuszewska (do 1916 nosząca nazwę Wspólna). Budowa ulicy wiązała się z wyburzeniem znacznej liczby budynków. 
Otwarcie ulicy Nowoparkowej wraz z przebiegającą wzdłuż niej linią tramwajową nastąpiło 20 lipca 1957. Była ulicą jednojezdniową z torowiskiem tramwajowym po północnej stronie jezdni oraz rezerwą pod drugą jezdnię po północnej stronie torowiska. Przebiegająca wzdłuż ulicy linia tramwajowa stanowiła część trasy do Wilanowa i była obsługiwana przez tramwaje linii 16, 33 i 33 „BIS”.
Uchwałą Rady Narodowej m.st. Warszawy z dnia 8 czerwca 1961 ulicy Nowoparkowej nadano nazwę Jurija Gagarina.
11 listopada 1973, w związku z budową Wisłostrady, zlikwidowano wybudowaną 16 lat wcześniej linię tramwajową przebiegającą wzdłuż ulicy oraz rozpoczęto prace mające na celu poszerzenie części drogowej ulicy do dwóch jezdni o trzech pasach ruchu w każdym kierunku. Do obsługi ulicy skierowano komunikację autobusową, zaś 28 października 1976 poszerzoną i przebudowaną ulicę połączono z przedłużoną ulicą Spacerową.
W trakcie przygotowań do budowy wzniesionej w latach 1975−1980 księgarni „Uniwersus”, przy głosach społecznego sprzeciwu, zburzono będącą do końca miejscem kultu religijnego kaplicę dawnego zakładu paralityków oraz XIX-wieczną willę u zbiegu z ul. Belwederską.
5 maja 2020 podpisano umowę na projekt i budowę linii tramwajowej wzdłuż ulicy oraz kolektora kanalizacyjnego Mokotowskiego Bis pod jej północną jezdnią. W maju 2022 rozpoczęto rozpoczęto budowę kolektora oraz odbudowę linii tramwajowej. 13 maja 2024 otwarte zostały przebudowane jezdnie ulicy zwężone do dwóch pasów ruchu w każdym kierunku oraz nowa droga dla rowerów po północnej stronie ulicy, zaś 14 maja 2024 została oddana do użytku odbudowana linia tramwajowa wzdłuż całej długości ulicy. 

## Ważniejsze obiekty
- Siedziba JEMS Architekci (nr 28a)
- Ambasada Austrii (nr 34)